# Cucina toscana

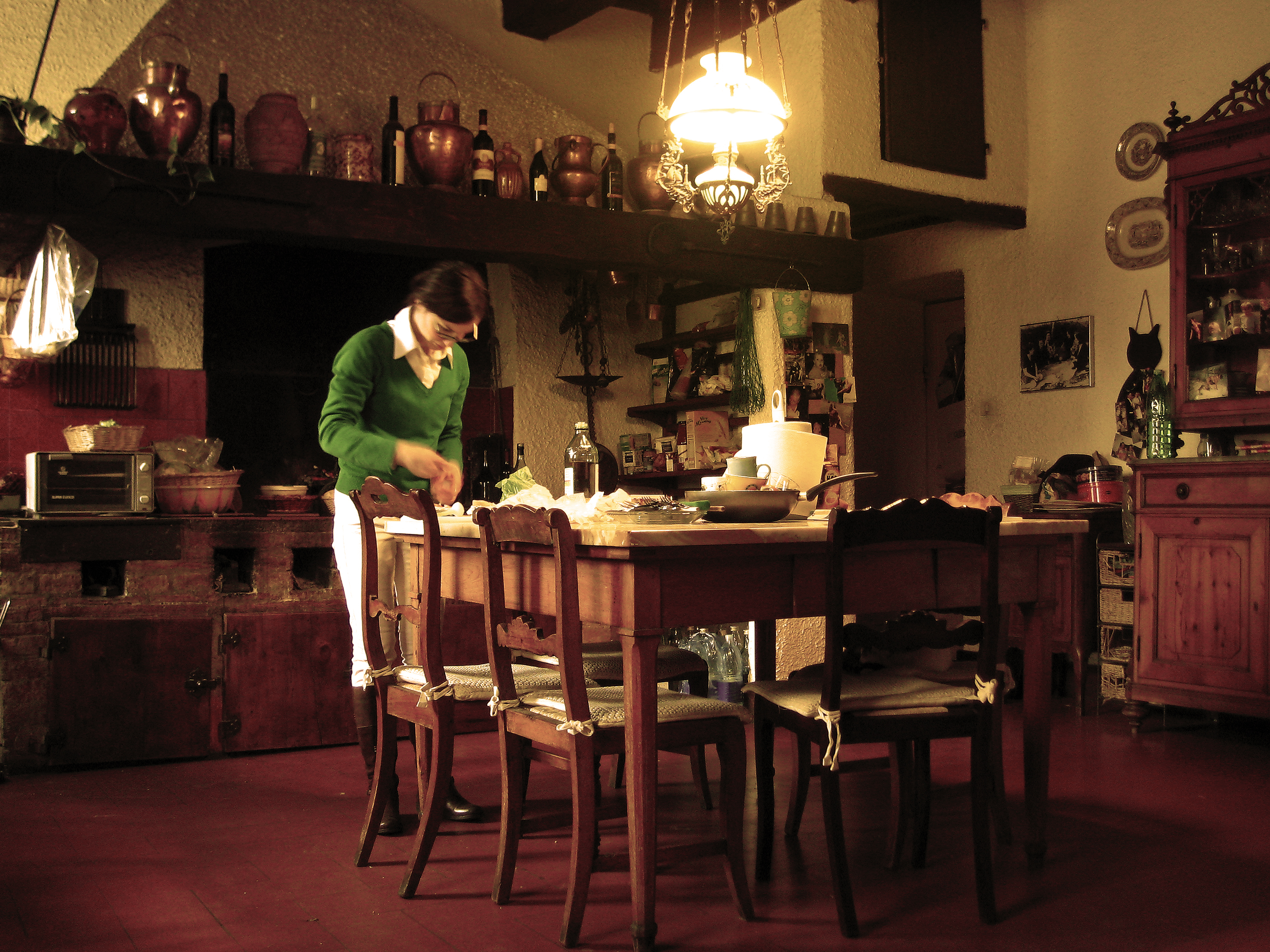
Cucina tradizionale della Toscana

La cucina toscana è costituita, principalmente, di piatti e dolci tradizionali che mantengono inalterata la loro preparazione da molti anni.
Il pane senza sale è un'usanza che poche altre regioni hanno adottato (come l'Umbria). Pare che l'usanza risalga al XII secolo quando, al culmine della rivalità fra Pisa e Firenze, i pisani misero in pratica prezzi elevatissimi al prezioso cloruro di sodio. Esiste poi anche un'ipotesi che dice fossero gli stessi signori di Firenze ad imporre tasse particolarmente esose per l'uso del sale.
In Toscana la necessità di utilizzare il pane anche quando è raffermo ha prodotto una lunga serie di antiche ricette ancora molto diffuse: la panzanella, la panata, la ribollita, l'acquacotta, la pappa al pomodoro, la fettunta, la zuppa di verdura, la farinata, la minestra di cavolo nero o il Pan co' santi.
Altra caratteristica della cucina toscana per eccellenza è l'uso di carni bianche e di selvaggina. I prodotti dell'aia del podere, dove pascolano liberamente polli, tacchini, oche, faraone e piccioni insieme con i conigli e la selvaggina come la lepre e il cinghiale, il fagiano e l'istrice costituiscono da sempre il menu delle grandi feste.
Molto usato il maiale: si consideri il salame toscano, la finocchiona, il prosciutto conservato sotto sale, il lardo di Colonnata le salsicce e prodotti particolari come il buristo.
Tra i formaggi prevale il pecorino toscano, come prodotto da conservare: i più famosi quello di Pienza e quello maremmano; mentre troviamo il raveggiolo tra i formaggi molli.
Fra i dolci spiccano il panforte, i ricciarelli, i cavallucci, la zuppa del duca, il berlingozzo, la torta di cecco, i migliacci, i cantuccini di Prato.
Nell'ottobre 2008, per promuovere la tradizione toscana, la Regione ha pubblicato la piramide alimentare toscana.

## Pane
- Pane di patate della Garfagnana
- Pane sciocco
- Pane Toscano
- Pane di Segale della Lunigiana

## Piatti tipici
- Acquacotta
- Acquacotta alla maremmana
- Acquacotta dei bovari
- Acquacotta alla Senese
- Acquacotta di Moggiona
- Acquapazza
- Agnellotti
- Armelette - Lasagne bastarde
- Bavette al ragno

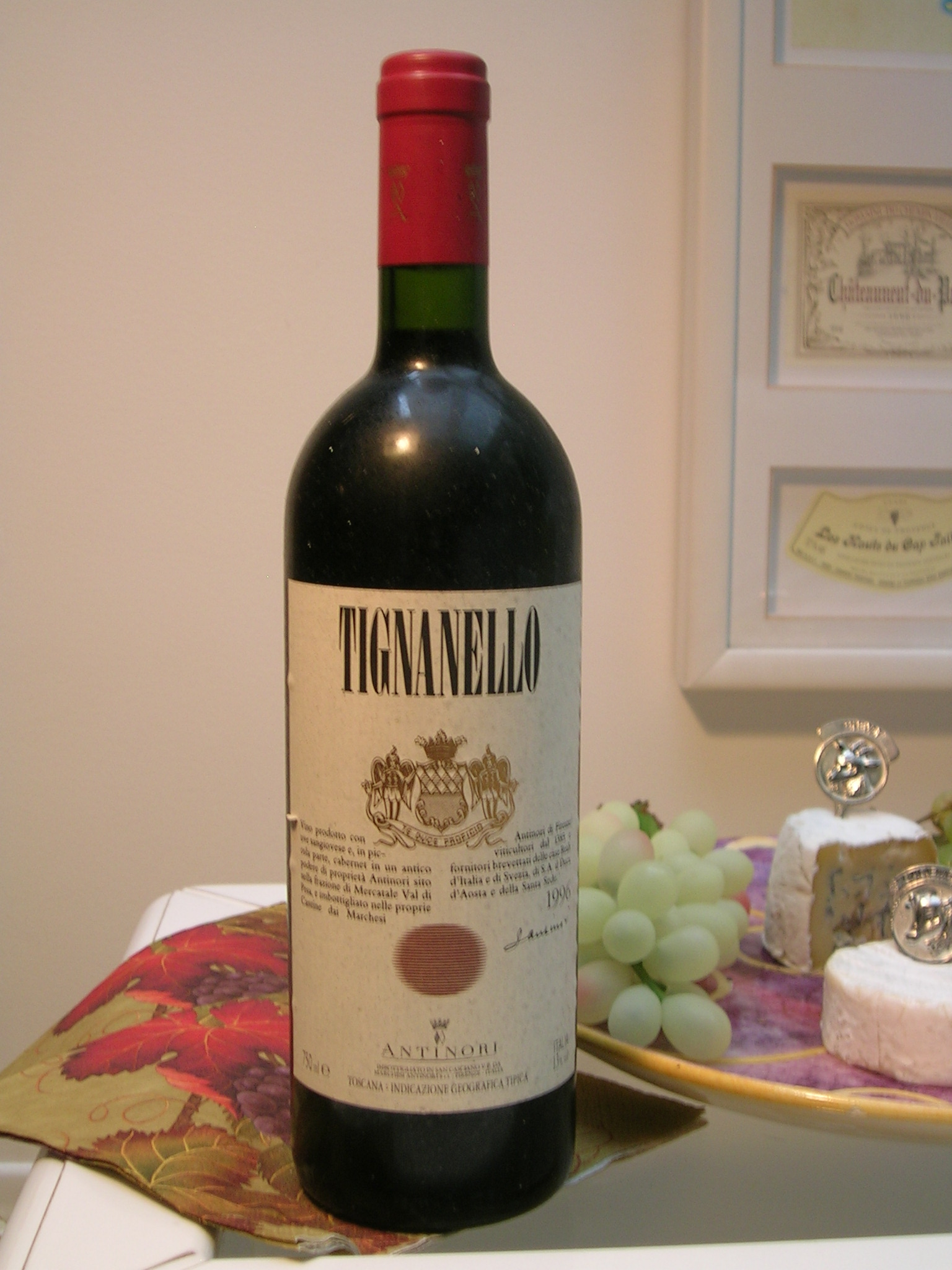
Tignanello, uno dei supertuscan più celebri

- Bavette alla fornaia o pesto toscano
- Bavette alle acciughe
- Bavette al pesce povero
- Bavette alle triglie
- Bomba di riso
- Bordatino alla Livornese
- Brodo del parto
- Brodo di carne alla toscana
- Brodo di fagiano
- Brodolese o Brodolata
- Brodo di pesce
- Bistecca alla fiorentina
- Cacciucco, alla livornese e alla viareggina
- Caldaro dell'Argentario
- Covaccino
- Crostini neri
- Farinata di cavolo nero detta anche Farinata con le leghe, di Pistoia. Faninata conosciuta anche come "Bordatino" sulla costa Toscana.
- Cinque e cinque (schiaccina con la cecina)
- Fegatelli
- Focaccetta, piatto tipico aullese e, più in generale, lunigianese
- Frittata con gli zoccoli
- Gnudi, primo piatto tipico delle province di Grosseto e Siena
- Gurguglione, analogo elbano della Ratatouille spesso servito su pane raffermo o bagnato
- Insalata di trippa
- Lampredotto
- Carcerato
- Manafregoli
- Zuppa di pane
- Panigaccio, piatto tipico podenzanino e, più in generale, lunigianese
- Panzanella
- Pappa al pomodoro
- Pasta e fagioli, variante lunigianese
- Peposo dell'Impruneta
- Picchiante
- Ribollita
- Rosticciana
- Schiacciata all'olio
- Sedani ripieni alla pratese
- Sfratti
- Sgabeo, piatto tipico lunigianese di influenza spezzina
- Taiàrin e còi (tagliarini e cavoli), piatto tipico lunigianese
- Testarolo, piatto tipico lunigianese. Presenta diverse varianti, tra cui quella di Pontremoli e quella di Fosdinovo.
- Torta d'erbi, piatto tipico pontremolese e, più in generale, lunigianese
- Tortelli di patate
- Tortellini alla boscaiola
- Trippa alla fiorentina

Lunigiana
- La spungata (forse legato alla storia della Via Francigena)[3]
- Polenta e capra[4]
- Zuppa di ceci[5]

## Dolci tipici
- Africani
- Befanini
- Benzone versiliese
- Necci
- Biscotti all'anice
- Biscotti di prato
- Biscotti con l'unto o bucuniti
- Biscotto di mezz'agosto
- Biscotti di farina di neccio
- Biscotti lessi all'anice
- Bolli livornesi

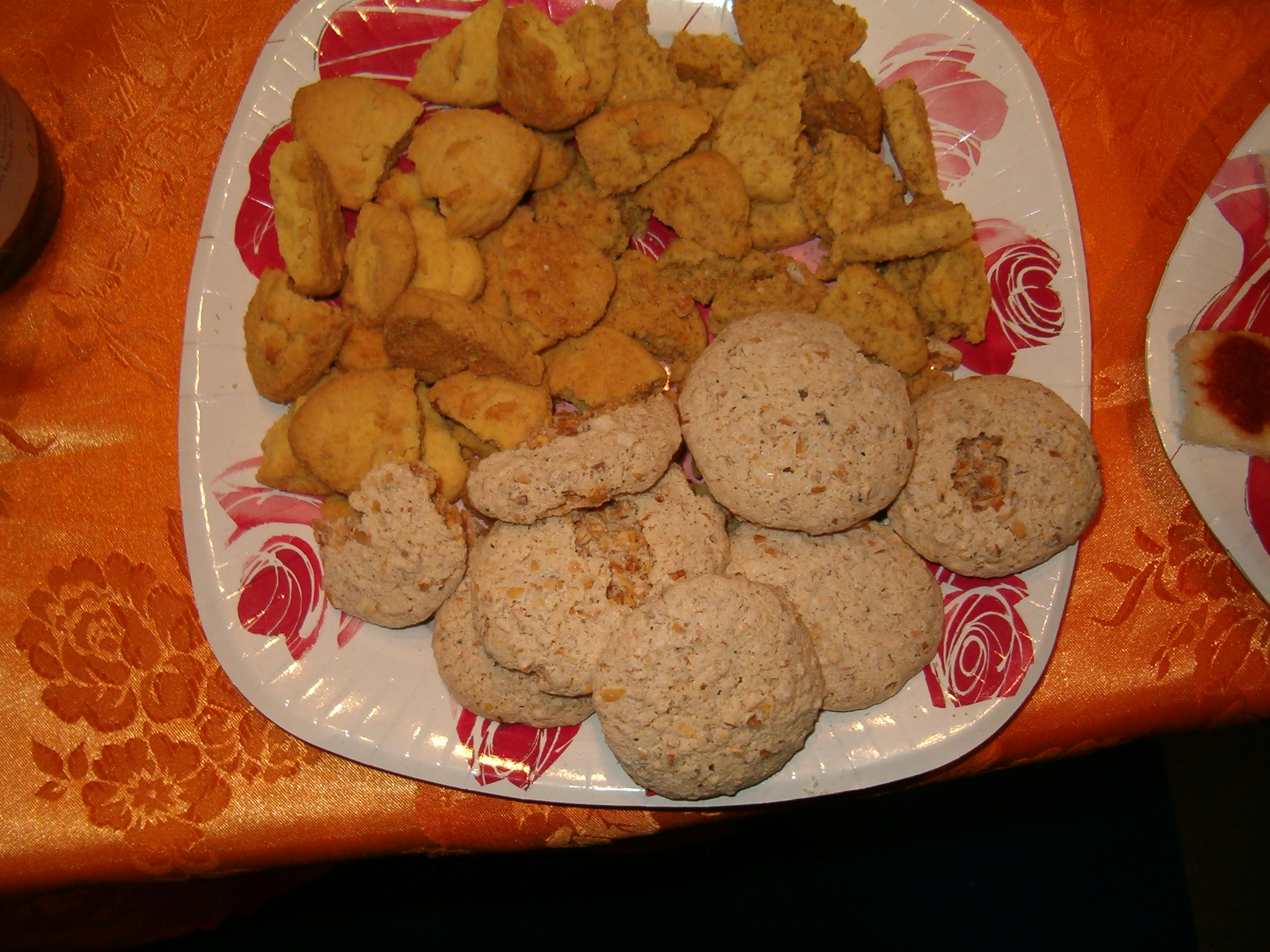
Dolci toscani

- Scarpaccia dolce viareggina (dolce a base di zucchine)
- Panforte (nelle varianti Panpepato e Torta di Cecco)
- Spongata di Pontremoli, Fivizzano e della Lunigiana
- Bombolone
- Confetti di Pistoia
- Ricciarelli
- Cavallucci
- Berlingozzo di Pistoia
- Cantuccini
- Pesche dolci al cioccolato
- Castagnaccio
- Corona di San Bartolomeo o Corona di pippi pistoiese
- Torta della nonna
- Torta di semolino
- Pan co' santi - Pan dè Santi
- Buccellato
- Frittelle di riso di san Giuseppe tipiche a Pistoia e Prato
- Brigidini di Lamporecchio
- Torta co' bischeri
- Pattona o castignà, variante lunigianese del castagnaccio
- Schiacciata alla fiorentina
- Schiacciata con l’uva
- Migliaccio pistoiese
- Cialda di Montecatini
- Sommommoli
- Zuccotto

## Vini DOCG e DOC
Sulla base dei dati del Masaf aggiornati a luglio 2024, la Toscana conferma il proprio ruolo di protagonista nel settore vitivinicolo, vantando 52 vini DOP e collocandosi al secondo posto tra le regioni italiane con il maggior numero di vini DOP.
Di seguito, l'elenco in ordine alfabetico:

### Vini DOCG
- Brunello di Montalcino
- Carmignano
- Chianti
- Chianti classico
- Elba Aleatico Passito
- Montecucco Sangiovese
- Morellino di Scansano
- Suvereto
- Val di Cornia rosso
- Vernaccia di San Gimignano
- Vino Nobile di Montepulciano

### Vini DOC
- Ansonica Costa dell'Argentario
- Barco Reale di Carmignano
- Bianco dell'Empolese
- Bianco di Pitigliano
- Bolgheri
- Bolgheri Sassicaia
- Candia dei Colli Apuani
- Capalbio
- Colli dell'Etruria Centrale
- Colline Lucchesi
- Colli di Luni
- Cortona
- Elba
- Grance Senesi
- Maremma toscana
- Montecarlo
- Montecucco
- Monteregio di Massa Marittima
- Montescudaio
- Moscadello di Montalcino
- Orcia
- Parrina
- Pomino
- Rosso di Montalcino
- Rosso di Montepulciano
- San Gimignano
- San Torpè
- Sant'Antimo
- Sovana
- Terratico di Bibbona
- Terre di Casole
- Terre di Pisa
- Val d'Arbia
- Val d'Arno di Sopra
- Val di Cornia
- Valdichiana toscana
- Valdinievole
- Vin Santo del Chianti
- Vin Santo del Chianti Classico
- Vin Santo di Carmignano
- Vin Santo Montepulciano

## Le cucine toscane
La cucina toscana è contraddistinta dall'evidente disomogeneità e dalla radicale divergenza di ricette e tradizioni culinarie, soprattutto rispetto al territorio d'appartenenza e alla tradizione familiare, tanto che alcune famiglie conoscono paradossalmente più piatti non toscani, che piatti di province diverse: nel centro-sud della Toscana, ad esempio, in pochi conoscono la farinata di cavolo nero tipica del nord-est e della costa, dove però viene chiamata "Bordatino"; allo stesso tempo, sebbene molti fiorentini si rechino tradizionalmente in villeggiatura nelle zone di Viareggio e dell'Elba, spesso ignorano l'esistenza di piatti come il Cacciucco alla viareggina o il Gurguglione. Per questo molti autori propongono la locuzione "cucine toscane" per illustrare al meglio questa realtà.

### La cucina toscana nel tempo
La cucina toscana presenta una radicale dicotomia tra piatti di tradizione popolare e di creazione cortigiana: mentre i primi si sono mantenuti, pur variandosi, nel tempo, gli altri sono per lo più scomparsi o trovano debolissima eco; tra queste due tradizioni, solo negli ultimi secoli ha trovato spazio la cucina della classe media, che si distingue per l'utilizzo di carni avicunicole o selvaggina, confondendosi con quella nobiliare. Dirette conseguenze di ciò sono l'indiscussa "toscanicità" attribuita a piatti poveri (spesso costituiti di sole verdure) toscani (come la ribollita) o anche solo centro-italiani (come la panzanella), oltre che il sistematico utilizzo del pan bagnato come surrogato della carne; la sparizione di piatti nobili come il cibreo o la Ginestrata(sorta di zuppa di tuorli d’uovo mescolati con lo zucchero, albumi montati a neve, vin santo secco, cannella, noce moscata e brodo di pollo, considerata tonico, afrodisiaco e ricostituente) e la diffusione fuori dall'ambito locale d'origine di piatti come il paté di fegatini (invenzione di Caterina de' Medici); infine il sempre più rilevante impiego nelle zone paesane o rurali di carni bianche, tipico di una borghesia agiata, senza un apposito bagaglio di ricette, presente in altre regioni (coniglio alla ligure, abbacchio, pajata...) contrapposto al sistematico e isolato impiego di carne nelle zone cittadine, dove la classe media si era da tempo sviluppata (esempi sono la trippa alla fiorentina o il lampredotto venduto per strada quasi esclusivamente a Firenze). Il consumo di selvaggina rimane tipico di zone rurali e/o montane, dove i toscani si recano appositamente.

### La cucina toscana nello spazio
Come già detto, la cucina si differenzia notevolmente dalla costa all'interno: infatti, piatti come caldaro o cacciucco sono solo sporadicamente cucinati nell'interno, mentre la selvaggina viene impiegata nelle zone rurali della provincia senese, della Maremma, dell'alta val d'Arno, nell'Aretino, e in secondo luogo in Garfagnana e Lunigiana; l'eccezionale crescita della popolazione di cinghiali ha permesso che tutte le sue preparazioni siano usate un po' ovunque. D'altro canto, i pesci d'acqua dolce si trovano nella stessa sopracitata paradossale situazione del pollame: presenti negli ultimi secoli nelle tavole delle zone più povere e meno sviluppate, non hanno una tradizione culinaria propria: la Valdelsa ha, ad esempio, una lunga tradizione di pesca di fiume, ma non una corrispondentemente elaborata cucina, e la zona del lago di Chiusi è famosa per il brustico.
Consumati dagli strati più poveri della popolazione, specialmente da ebrei, devono a loro il quasi onnipresente metodo di cottura alla mosaica (stufati in salsa di pomodoro con soffritto d'aglio; oggi si tende a chiamarli alla pizzaiola con aggiunta di capperi e origano, per non confonderli con un'altra ricetta ebraica, che prevede pinoli e uvetta); una variante aretina è costituita dalle anguille alla giovese (ossia intinte in un sugo di pomodoro su un soffritto di odori, ricetta tipica di Giovi).
Stranamente, è riguardo alle verdure che le differenze si accentuano: la farina di ceci viene quasi esclusivamente utilizzata sulla costa (cecìna, farinata, torta di ceci...) mentre, inspiegabilmente, la farina di castagno è utilizzata anche al di fuori delle zone montane (il castagnaccio è infatti diffuso in tutta la regione). Il farro, principale e onnipresente alimento etrusco, è da vari secoli coltivato solamente nel nord (varietà lucchese del farro dicocco) e risulta in piatti tipici come la minestra di farro (e fagioli). Il granturco era fino a pochi decenni fa massicciamente presente al centro della Toscana, nelle zone intorno alla confluenza dell'Arno con l'Elsa, dove non pativa il freddo delle Apuane, né il clima arido delle crete; la polenta veniva al contrario consumata sui monti a causa della sua economicità, insieme alla polenta dolce (di castagne). A causa della tarda introduzione, sono anche in questo caso contemplate poche ricette: essa veniva fatta in enorme quantità al mattino, e innaffiata con latte, in seguito con olio e formaggio, se avanzata veniva fritta, e se avanzava pure quest'ultima veniva rifatta alla giovese.
La zona di produzione dei formaggi spazia in tutto il centro-sud (in cui spicca però solo Pienza) mentre in Garfagnana e Lunigiana venivano un tempo prodotti formaggi di latte vario utilizzando i cardi come caglio.

## La carne

### Maiale
Le famiglie dei ceti medio e basso, anche se vivono in città, verso la fine di novembre e i primi di dicembre si recano presso contadini, conoscenti o parenti per ravversare il maiale secondo la tradizione.
Il maiale, un castrone dai 180 ai 220 chili, viene macellato per avere una scorta di viveri per tutto l'inverno e parte della primavera. Questo perché in Toscana, come in molte altre parti del paese, le carni selezionate e trattate con sale pepe e altre spezie vengono conservate appese ad un gancio in ambienti freschi e asciutti.
In questo modo vengono stagionati:
- Prosciutto toscano
- Salame toscano
- Salciccia da serbo

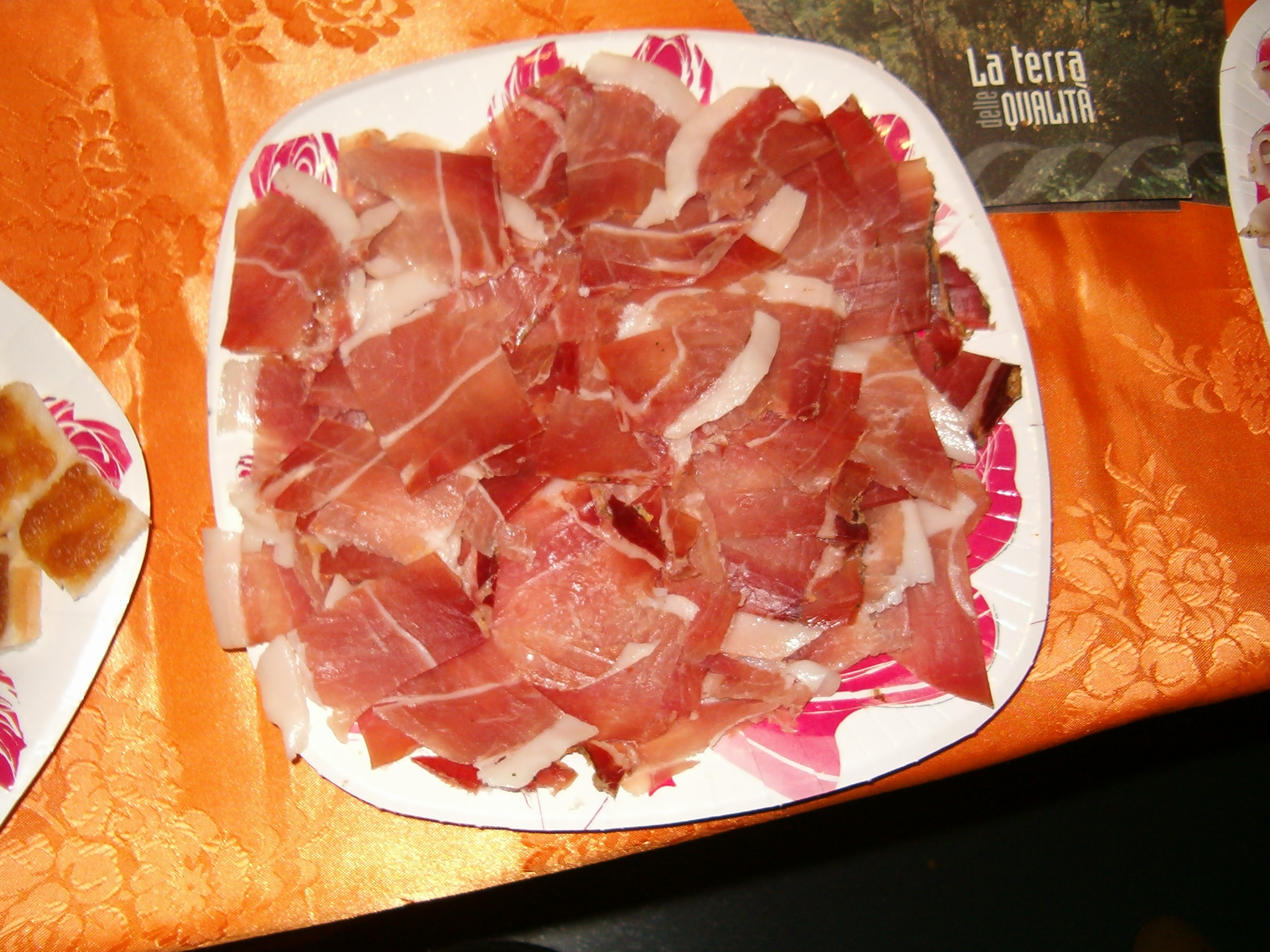
Affettati

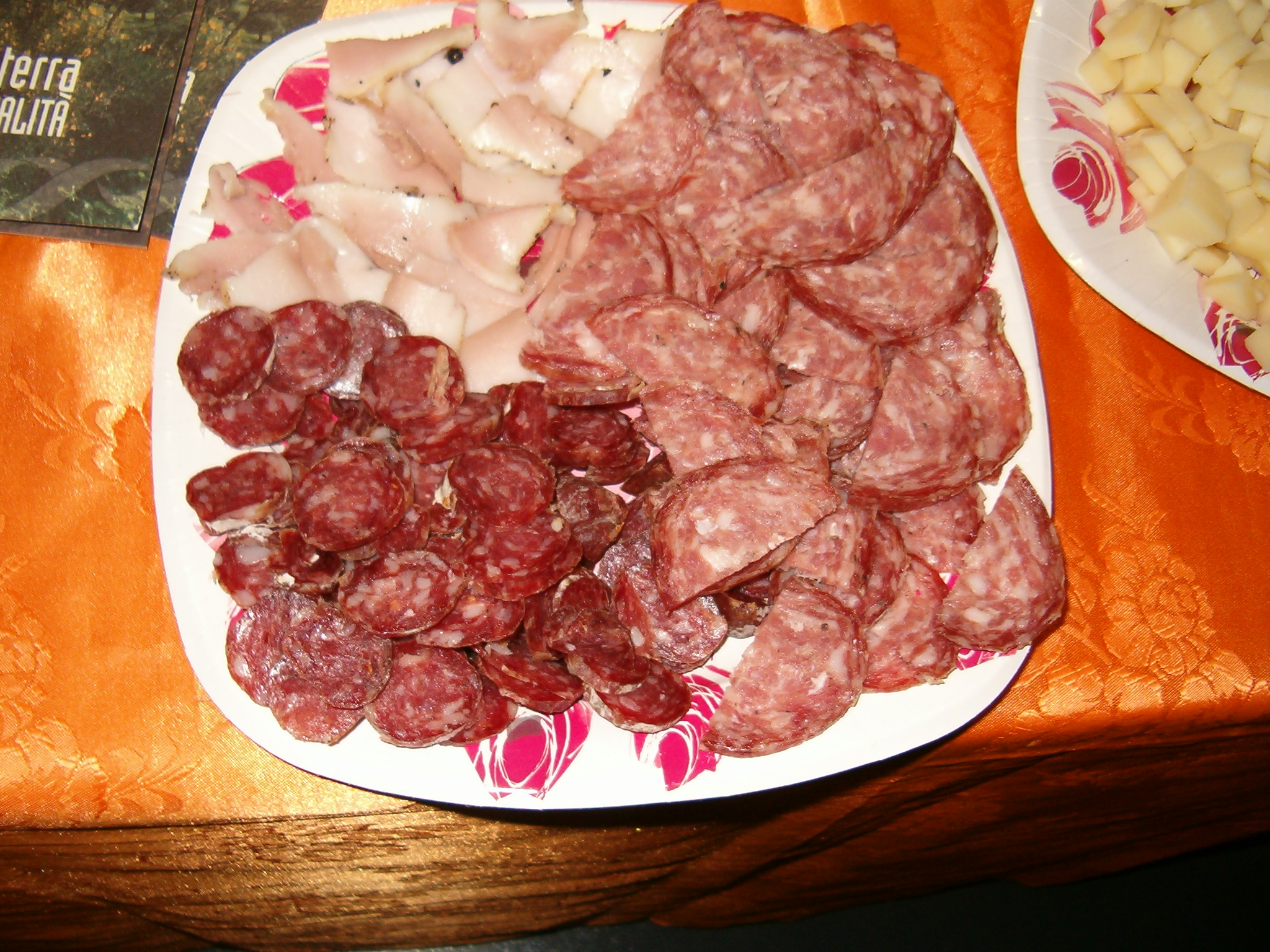
Affettati

- Pancetta, la pancetta stesa è detta anche alano, rigatino o carnesecca a Pisa
- Capocollo
- Finocchiona

Come costume si cerca di utilizzare il massimo senza buttare via niente del maiale, le budella per esempio venivano rovesciate e pulite per metterci gli insaccati, oggi vengono utilizzate per gli insaccati pellicole per alimenti così come le troviamo comunemente in commercio.
Non tutte le parti però possono essere conservate e quindi devono essere mangiate subito nei primi giorni dopo aver ravversato il maiale. Alcune di queste costituiscono per gli appassionati, delle vere e proprie ghiottonerie come:
- Fegatelli con la rete
- Buristo

Eccellenza gastronomica è considerata la carne ottenuta da suini di razza cinta senese. È una razza suina allevata allo stato brado e semibrado su gran parte del territorio della provincia di Siena, nella parte meridionale della provincia di Firenze e in quella settentrionale della provincia di Grosseto. La razza è riconoscibile dalla caratteristica banda attorno al collo che contraddistingue gli animali, differenziandosi nettamente dal restante colore. Sul finire del '900 questa razza ha rischiato l'estinzione evitata grazie a progetti di rilancio e tutela e all'assegnazione nel 2012 della DOP.

### Manzo

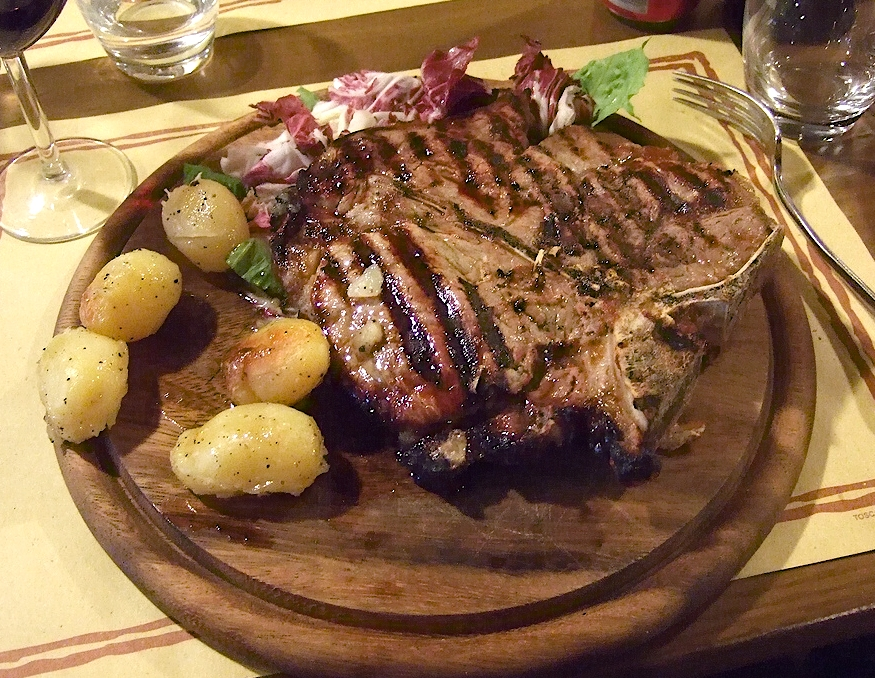
Una bistecca alla Fiorentina

#### Chianina e Maremmana
La chianina e la maremmana sono tipi di carne bovina ottenuti dai rispettivi capi che vengono allevati allo stato brado o semibrado, rispettivamente nella Val di Chiana, Valtiberina, Casentino e nella Maremma.
Considerate entrambe di eccellente qualità, pur con caratteristiche diverse dovute ai distinti territori in cui pascolano, si prestano bene per la bistecca alla fiorentina, ove però viene percepita la maggiore sapidità naturale della carne maremmana rispetto alla chianina: per questa ragione, mentre la chianina viene preferita per la classica bistecca, la maremmana viene maggiormente utilizzata nella preparazione di spezzatini e brasati.

#### Trippa e lampredotto
Una ricetta, la trippa alla fiorentina, vede l'utilizzo delle interiora di bovino adulto nella preparazione di uno dei più noti secondi piatti tipici di Firenze. La trippa viene usata anche nella preparazione di altre ricette che si differenziano a livello locale.
Altrettanto conosciute sono la specialità fiorentina del lampredotto o quella di Pistoia del Carcerato entrambe gustose elaborazioni di interiora bovine.

#### Fegato, lingua e cervello
Seppur prive di ricette famose, anche il fegato, la lingua e il cervello sono sempre stati alla base di secondi piatti di carne bovina.
Mentre il fegato è tuttora relativamente utilizzato, lingua e cervello hanno riscontrato il loro maggiore successo nei decenni passati, con il secondo che veniva cotto principalmente mediante la frittura.
Uno dei piatti tipici è sicuramente il cervello alla fiorentina.

### Cacciagione
La cacciagione è molto apprezzata nella cucina toscana: quasi sempre presente in osterie e ristorazioni tradizionali dell'interno, è onnipresente nell'aretino e nel grossetano orientale a causa dell'elevata presenza di cinghiali. In contesti familiari viene riservata ad occasioni importanti, solitamente procurata da parenti cacciatori, e viene utilizzata nella preparazione di primi (pappardelle al cinghiale, o al ragù di selvaggina mista) secondi (cinghiale e lepre in umido, in forno o al tegame) e piatti unici (spezzatino, di solito "alla cacciatora": in umido con pomodoro e peperoncino). Piatti tipici da ristorante sono invece bistecche di cinghiale, e cinghiale in dolceforte (con cioccolato fondente) oltre ai relativi salumi; fagiano (che ormai viene più allevato che cacciato) di solito arrosto; i vari ragù di lepre, daino, e capriolo. Il piccione o il colombo sono consumati sempre più raramente, e così l'istrice.

## Prodotti DOP e IGP
Secondo i dati del Masaf aggiornati a novembre 2023, la Toscana vanta 32 prodotti DOP e IGP e si colloca al quinto posto tra le regioni italiane con il maggior numero di prodotti DOP e IGP, dietro a Lombardia (34 prodotti), Veneto (36 prodotti), Sicilia (36 prodotti) ed Emilia-Romagna (43 prodotti).

### Ortofrutticoli e cereali
- Castagna del Monte Amiata
- Ciliegia di Lari
- Fagiolo di Sorana
- Farina di castagne della Lunigiana
- Farina di Neccio della Garfagnana
- Farro della Garfagnana
- Fungo di Borgotaro
- Marrone del Mugello
- Marrone di Caprese Michelangelo

### Prodotti a base di carne
- Finocchiona
- Lardo di Colonnata
- Mortadella Bologna (Arezzo, Firenze, Grosseto, Livorno, Lucca, Massa Carrara, Pisa, Pistoia, Siena)
- Mortadella di Prato
- Prosciutto Toscano
- Salamini italiani alla cacciatora

### Oli e grassi
- Chianti Classico
- Lucca
- Seggiano
- Terre di Siena
- Toscano

### Prodotti di panetteria e pasticceria
- Cantucci Toscani
- Pane Toscano
- Panforte di Siena
- Ricciarelli di Siena

### Carni fresche e frattaglie
- Agnello del Centro Italia
- Cinta Senese
- Vitellone bianco dell'Appennino Centrale

### Formaggi
- Pecorino delle Balze Volterrane
- Pecorino Romano (Grosseto)
- Pecorino Toscano

### Altri prodotti di origine animale
- Miele della Lunigiana

### Altri prodotti
- Zafferano di San Gimignano